# Buggenhout
Buggenhout es una localidad flamenca de la provincia de Flandes Oriental. El municipio comprende la propia localidad de Buggenhout y los municipios de Briel, Opdorp y Opstal. El 1 de enero de 2019 Buggenhout tenía una población total de 14.517 habitantes. El área total abarca 25.25 kilómetros cuadrados, lo que hace que la densidad de población sea de 561 habitantes por kilómetro cuadrado. El alcalde actual de Buggenhout es Tom Van Herreweghe, del partido local NCD.
Buggenhout es el centro geométrico de Flandes: si se coge una silueta de cartulina de Flandes y se pone sobre un alfiler en el punto donde estaría Buggenhout, la cartulina estará en equilibrio.
Buggenhout es también famoso por su bosque, el “Buggenhout Bos”, que es el más grande de Flandes Oriental.
Buggenhout posee además dos fábricas de cerveza: De Ladtsheer, conocida por “Malheur”, y Bosteels, conocida por “Triple Karmeliet”, “Kwak” y “Deus”, una cerveza de champán.
Es el lugar de origen del famoso economista y politólogo Thomas Tilley.

## Demografía

### Evolución
Todos los datos históricos relativos al actual municipio, el siguiente gráfico refleja su evolución demográfica, incluyendo municipios después de efectuada la fusión el 1 de enero de 1977.
| Gráfica de evolución demográfica de Buggenhout entre 1846 y 2019 |
|                                                                  |